# Asian Express Airline
Asian Express Airline – tadżycka linia lotnicza z siedzibą w Duszanbe, działająca od 2011 roku. W styczniu 2019 działalność linii została zawieszona.

## Lotniska obsługujące

### Rosja
- Port lotniczy Kaługa-Grabcewo
- Port lotniczy Mineralne Wody
- Port lotniczy Niżny Nowogród
- Port Lotniczy Wołgograd

### Tadżykistan
- Port lotniczy Duszanbe (siedziba)[3]
- Port lotniczy Chodżent
- Port lotniczy Kulab